# Karpfhamer Fest
Das Karpfhamer Fest ist ein jährlich im Spätsommer stattfindendes Volksfest in Niederbayern. Bekannt ist es auch wegen der parallel stattfindenden Landwirtschaftsausstellung.

## Veranstaltungsort
Karpfham ist ein kleiner Ortsteil der Stadt Bad Griesbach im Rottal. Im Jahre 903 erstmals urkundlich erwähnt, liegt er heute mitten im Niederbayerischen Bäderdreieck Bad Griesbach–Bad Birnbach–Bad Füssing. Die Festwiese liegt direkt an der Bundesstraße 388 (München-Wegscheid).

## Geschichte
Über die Entstehungsgeschichte des Festes ist wenig bekannt. Die Festwiese wird erstmals bezüglich eines Gerichtstages von Herzog Heinrich dem Löwen im Jahre 1162 erwähnt. Als erste Anzeichen des Volksfestes gelten Überlieferungen aus dem frühen 19. Jahrhundert, die landwirtschaftliche Preisverleihungen beschreiben.
Ursprünglich dauerte das Fest drei Tage (Freitag bis Sonntag). In den 1960er Jahren wurde der Montag und in den 1980er Jahren der Dienstag angehängt. Seit 2009 beginnt das Fest bereits am Donnerstag und dauert somit 6 Tage (wobei der offizielle Einzug immer noch am Freitag stattfindet).

## Attraktionen

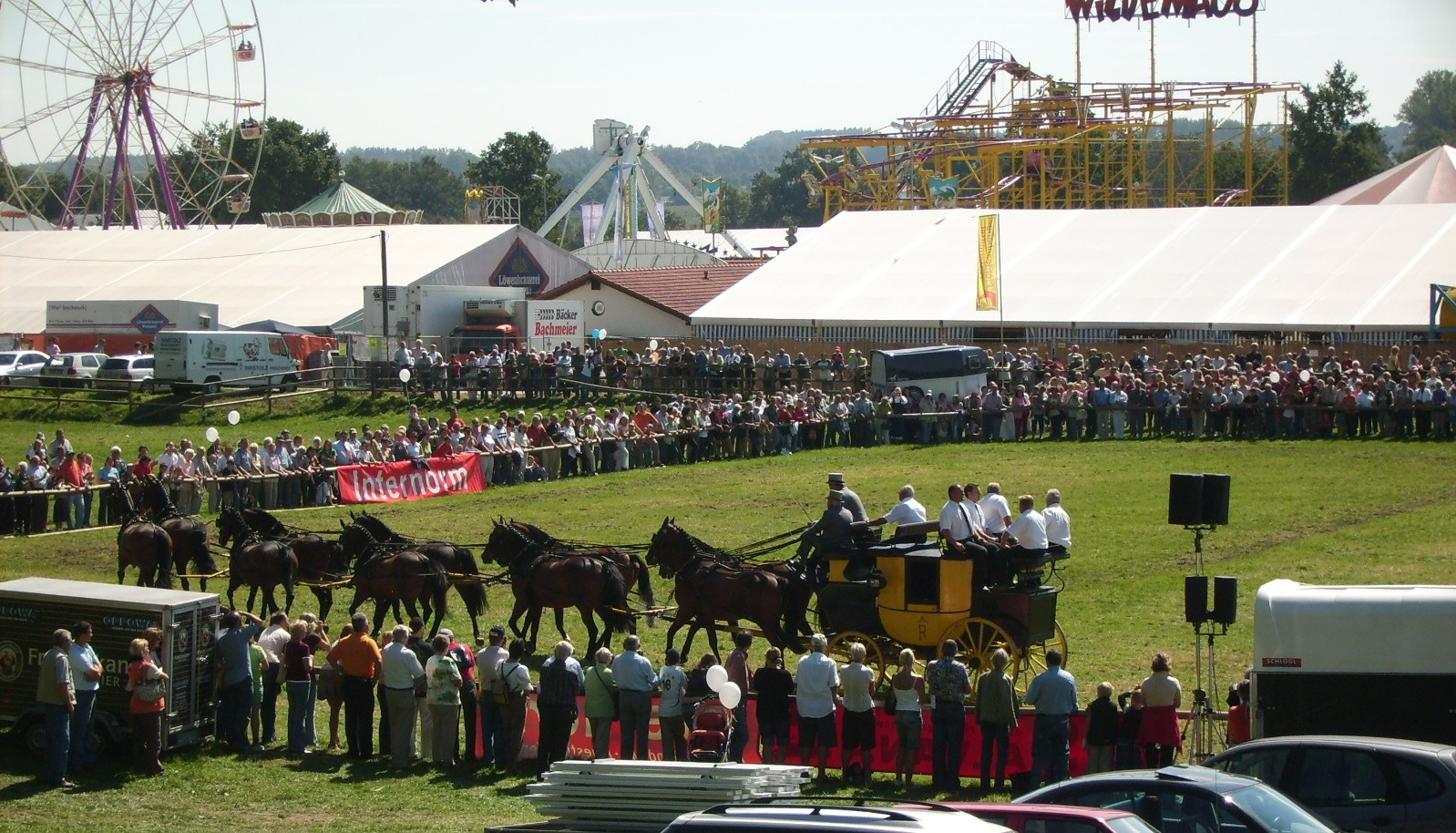
Vorführung des Rottaler Zehnerzugs mit Ehrengästen auf der Kutsche

Neben Schaustellern, Fahrgeschäften und Bierhallenbetrieb existiert die Landwirtschaftsausstellung Rottalschau. Sie ist eine große landwirtschaftliche Ausstellung im süddeutschen Raum.
Traditionell steht das Rahmenprogramm des Festes im Zeichen von Pferdezucht und Pferdesport mit Schau- und Turnierveranstaltungen. Ein Höhepunkt ist die Vorführung des Rottaler Zehnerzuges, einem Gespann von zehn paarweise eingespannten Rottalern vor einer historischen Postkutsche.

## Bierzelte
Die Bierzelte auf dem Karpfhamer Fest werden von Familien aus der Region betrieben.
In der Regel trägt das Bierzelt den Namen des jeweiligen Heimatortes: Schwaimer Hütte, Poighamer Hütte, Holzhamer Hütte, Rottaler Hütte und Afhamer Festzelt sowie die „Hacklberger Hütte“, die das Wein- und Weißbierzelt ablöste.

## Termin
Der Termin des Karpfhamer Festes wird so gelegt, dass der Festsonntag auf den der Monatswende von August auf September am nächsten gelegenen Sonntag fällt. Für den Sonderfall, dass der letzte Sonntag im August und der erste im September die gleiche zeitliche Distanz zur Monatswende haben (28. August und den 4. September), wird vom Veranstalter eher der spätere Zeitpunkt bevorzugt.

## Daten und Fakten (Stand 2013)
| Besucher:                             | ca. 400.000 |
| Sitzplätze:                           | ca. 19.000  |
| Fläche des Vergnügungsparks:          | 23.456 m²   |
| Fläche der Ausstellung (Freigelände): | 75.000 m²   |
| Fläche der Ausstellung (Hallen):      | 6.000 m²    |
| Fläche der Parkplätze:                | 50.000 m²   |
| Festhallen:                           | 6           |
| Brauereien:                           | 5           |
| Schausteller:                         | 35          |
| Aussteller:                           | ca. 600     |

Die Stadt Bad Griesbach bezeichnet das Karpfhamer Fest als das drittgrößte Volksfest Bayerns. Zahlreiche Veröffentlichungen von Presse und Fremdenverkehrsorganisationen schließen sich dem an. Kritiker wenden jedoch ein, es sei nicht definiert, wonach sich die Größe eines Volksfestes bemessen lässt, und lehnen daher solche Angaben ab.
Der Veranstalter des Festes, der Verein "Karpfhamer Fest e.V., schließt sich eher dem Letztgenannten an und beschreibt das Fest als "eines der großen Feste in Bayern" bzw. als "Oans wia koans", wobei man berücksichtigen muss, dass die angegliederte Landwirtschaftsausstellung "Rottalschau" als die bedeutendste ihrer Art in Süddeutschland bezeichnet werden kann.